# 男排女將
《男排女將》（英語：We are the Littles）是香港電視娛樂有限公司及劇本工場有限公司聯合製作的香港偶像劇。本劇由2020年11月23日至12月18日，逢星期一至五21:30－22:30，於ViuTV首播。本劇是根據香港男子排球隊「力臻」的真實故事而改編。其製作特輯《男排女將：全員特襲》（英語：The Making of We are the Littles），在2020年11月21日22:15－22:45，於ViuTV播映。
本劇編劇為黃竣培和駱競茵，編審為張之彥，導演為黃頴珊，監製為張志光、陳淑賢，聯合監製為林淑賢，出品人為魯庭暉。本劇演員包括鄧麗欣、顧定軒、陳卓賢、盧瀚霆、呂爵安、邱傲然、柳應廷、王智德、梁業、李駿傑、郭嘉駿、陳宇琛及余潔滢。

## 故事大綱
本劇創作靈感為香港男子排球隊「力臻」由丙組聯賽晉身至甲一聯賽的故事。
5位在中學時期已經熱愛打排球的年輕人——張競康（King）（顧定軒飾）、陳逸朗（Bobby）（盧瀚霆飾）、凌鋒（阿檸）（邱傲然飾）、袁啟聰 (方丈) （柳應廷飾）、楊洋（阿神）（呂爵安飾）— 因為身高問題而被「翔鷹」排球隊的教練放棄。他們偶然遇上排球夢碎的香港女子排球代表隊的前隊員蔣家瑜（鄧麗欣飾），並以熱血、活力再次喚醒家瑜的「排球魂」，令她成為香港男子排球史上第一位女教練。
排球隊其後招募新人加入，當中包括潛質優厚的余俊賢（魚仔）（陳卓賢飾）。四年間，家瑜和「力圖」排球隊一起經歷各種考驗，在挫折中互相成長。家瑜亦嘗試走出當年因受傷而退隊的陰影，重燃當職業排球員的夢想。當年被看不起的「力圖」排球隊，創造出一個又一個的「小傳奇」，更從排球聯賽的丙組，晉身成聯賽甲組冠軍！他們用行動告訴大家，「We are the Littles」（我們不高），但別小看我們！

## 演員表

### 「力圖」排球隊

#### 教練／助教
| 演員   | 角色   | 備註 |
| 鄧麗欣 | 蔣家瑜 | 家瑜【「力圖」排球隊隊員專稱】 保險從業員，後為「力圖」排球隊之教練 前香港女子排球隊隊員（主攻手），因傷退役 在大學讀書時認識黃淦 於第一集因前往排球場，憶起自己當年退出排球港隊的情況 於第二集憶起自己當年進行排球特訓期間，左腳膝蓋受傷 於第三集在張競康等人的丙組排球聯賽申請表中，「教練」一欄簽名 於第四集只向張競康等人一直教授下手托球，但未有解釋此舉是因為他們的身高問題而決定；同集上司考慮晉升其為保險公司助理經理 於第五集因「力圖」在丙組第一場資格賽落敗而無心工作；同集決定辭任保險從業員 於第六集起教小學生打排球 於第七集被Marco父母指全職教排球難以賺錢；同集安排「力圖」排球隊與月巴排球隊再次比賽 於第九集生病；同集在丙組資格賽中，以Chris 1、歐陽偉平分別換走張競康、余俊賢，更因張競康、余俊賢賽後在更衣室吵架而決定兩人無限期停賽 於第十集康復，並帶領球隊由丙組初賽打到丙組複賽；同集因張競康、張競安、余俊賢偷拍小煌隊的訓練過程而斥責三人（實際上只是張競安、余俊賢偷拍） 於第十一集在丙組決賽中，帶領球隊奪得丙組冠軍 於第十二集安排陳逸朗到煌隊訓練 於第十三集因網上流傳的假影片而出席全港排球總會的聆訊；同集因憶起魯世義當年的教導，再次面對魯世義時表現緊張；同集以假光碟威脅魯世義 於第十四集安排歐陽偉平任自由防守球員，目的是游說身長不高的張競康，以後都當自由防守球員 於第十五集因有心理障礙，無法跟朗晴隊球員完成排球友誼賽；同集為鼓勵余俊賢，決定重新當排球員 於第十六集未能成為朗晴隊正選球員；同集憶起自己當年因左腳腳痛而被魯世義不斷責罵 於第十八集帶領球隊奪得甲二聯賽冠軍；同集為黃淦慶生，並暗地裡表白，但被拒絕 於第十九集為了「力圖」排球隊，打算放棄在泰國參與職業排球比賽；同集因「力圖」排球隊解散改變主意 於第二十集返港，觀看「力圖」的比賽「家瑜盃」（原為「會長盃」，但因參賽隊伍不滿魯世義刻意令力圖無法參賽而被杯葛中斷）；同集成為「力圖」排球隊之永遠榮譽顧問及黃淦之女友 角色原型：葉鳳儀〔香港排球教練〕 |
| 陳宇琛 | 黃 淦  | 黃金【蔣家瑜專稱】、黃金SIR【「力圖」排球隊隊員專稱】 「力圖」排球隊之體能教練 蔣家瑜之大學同學 於第一集出場 於第二集提議張競康等人，在深夜使用自己任教的學校之排球場 自己創辦的健身室於第十五集開張，而該健身室的設備、設計跟蔣家瑜夢想中的健身室的一樣 於第十八集在「力圖」排球隊晉身甲一聯賽後，前往瑞士跳傘，並打算前往非洲跳鱷魚潭 於第二十集返港；同集向蔣家瑜表白，並成為其男友 |
| 余潔滢 | 張競安 | 安安【蔣家瑜、蟲蟲專稱】 「力圖」排球隊之助教 張競康之妹 余俊賢之鬥氣冤家，後為其女友 社交平台之個人帳號設為「私人」 何晉新之粉絲，自稱「何太」 於第六集為參與馬拉松排球賽的何晉新打氣 於第七、八集針對余俊賢 於第十集為了令自己的哥哥可以比賽，偷拍小煌隊的訓練過程 於第十五集把原本送給何晉新的圍巾送給余俊賢；同集在社交平台宣布自己愛上余俊賢 於第十六集向余俊賢表白 於第十八集在甲二聯賽的決賽休息時段中，為鼓勵余俊賢而親吻他的左臉臉頰 |

#### 隊員
| 演員                  | 角色     | 備註 |
| 顧定軒                | 張競康   | King、Little Man【南亞波友專稱】 位置：主攻手 → 自由防守球員 士氣擔當 「翔鷹」排球隊梯隊前隊員 張競安之兄 雙腳大小不一 沒有拍拖經驗 沒有社交平台之個人帳號 偶像為Murilo Endres，大學宿舍房間的牆上掛著他的8號球衣的海報 於第一集出場 於第二集為在清晨預訂公營排球場，在售票處設帳篷來睡覺 於第三集因余俊賢不遵從排球比賽的規則，及Ada甚少為自己和排球隊的其他隊員安排訓練，向兩人發脾氣 於第五集因在丙組第一場資格賽，敵隊發球時沒有站在正確位置而自責 於第六集成為余俊賢、陳逸朗之大學同學 於第九集暗地裡不滿陳逸朗只與余俊賢慶祝己隊在丙組資格賽的第一局第一回合得分 於第十一集被蔣家瑜安排，在丙組決賽中改任自由防守球員 於第十二集遊說陳逸朗轉投煌隊 於第十四集誤以為蔣家瑜暗戀自己，故只與自己練習打排球；同集正式轉任自由防守球員 於第十八集在甲二聯賽的決賽期間扭傷右腳，稍經治療後繼續比賽 於第十九集與余俊賢、QK加入香港排球代表隊 於第二十集成為「力圖」排球隊之教練，招募新人 |
| 熊倬樂（童年） 陳卓賢 | 余俊賢   | 魚仔 位置：接應二傳手 得分擔當 左撇子，但之前用右手打排球 何晉新之繼弟（無血緣關係） 蟲蟲之大學同學，並曾暗戀她 張競安之鬥氣冤家，後為其男友 亞里等南亞波友之好友 於第三集因在戶外排球場打排球時誤中蔣家瑜的額頭而逃跑，亦因被發掘而加入張競康等人之排球隊；同集因不熟悉比賽規則而與張競康發生碰撞，繼而與張競康等人爭吵 於第六集成為張競康、陳逸朗之大學同學；同集發現自己的暗戀對象蟲蟲是何晉新的粉絲而提不起精神，經蔣家瑜的鼓勵後重新練習發球 於第八集起嘗試戲弄張競安，以報復她針對自己，結果失敗 於第十集為了令自己可以比賽，偷拍小煌隊的訓練過程 於第十一集故意令張競康生氣，重燃他的鬥志 於第十二至第十四集以教蟲蟲、張競安打排球為名，接近蟲蟲 於第十五集與其他隊員練習打排球期間，右手手腕的筋腱受傷；同集偷偷練習打排球，導致右手韌帶撕裂；住院後得知右手不會完全康復，故開始自暴自棄，化悲憤為食量；同集亦嘗試使用左手擊球 於第十五集獲張競安送贈的圍巾 於第十七集因目睹張競安與何晉新聊天，和她冷戰了一段時間；同集得知母親未有將自己的房間內的全部物品丟掉；童年魚仔同集出場 於第十八集在甲二聯賽的決賽休息時段中，被張競安親吻他的左臉臉頰；同集與何晉新和好如初 於第十九集與張競康、QK加入香港排球代表隊 |
| 盧瀚霆                | 陳逸朗   | Bobby 位置：二傳手 調解擔當 「翔鷹」排球隊梯隊前隊員 「力圖」排球隊前球員 雙腳大小不一 兒時喜歡打羽毛球，兒時偶像為李宗偉 於第一集出場 於第五集因自覺在丙組第一場資格賽表現欠佳而自責 於第六集成為張競康、余俊賢之大學同學 於第八集先後被想額外訓練自己的張競康和余俊賢吵醒 於第十集原想遊說蔣家瑜，讓張競康和余俊賢比賽，但因兩人吵架，蔣家瑜繼續不讓兩人比賽而生氣 於第十二集接受煌隊的排球訓練；同集成為「煌隊」排球隊隊員（位置：二傳手） 於第十九集被交代即將移民加拿大；同集比賽前，在更衣室目睹部分「力圖」球員鬥志全失而生氣 於第二十集重新加入「力圖」排球隊；同集成為加拿大排球聯賽中，首位香港正選排球員 |
| 呂爵安                | 楊 洋    | 阿神 位置：副攻手 呃Like擔當 「翔鷹」排球隊梯隊前隊員 喜歡進行網上直播，享受當主角 於第一集出場 於第二集在社交平台洩露自己和張競康等人的行蹤，令張競康等人不能繼續使用黃淦任教的學校之排球場 於第四集不滿蔣家瑜只教下手托球，遂與其他隊員私下練習扣球 於第五集因自覺在丙組第一場資格賽表現欠佳而自責 於第七集不滿自己只是副攻手，到頭來只讓張競康和余俊賢在比賽得分；同集稱在排球場找到自己可以負責的位置 於第十六集救哽喉的陶志強期間，去腿毛貼意外黏在左眼眼眉，導致左眼眼眉完全脫落；同集在甲二聯賽的決賽中，因分別與對方球員及球證發生言語衝突，先後被罰黃牌及紅牌，並令翔鷹隊獲一分，間接導致「力圖」排球隊連輸兩局 於第十九集成為臨時演員；同集決定退隊 於第二十集決定投考消防 根據《男排女將》的劇情設定，《神隊友 （页面存档备份，存于）》一曲原先為阿神（呂爵安飾演）所創作的 |
| 邱傲然                | 凌 鋒    | 阿檸 位置：副攻手 內務擔當 「翔鷹」排球隊梯隊前隊員 喜歡吃東西 於第一集出場 於第四集經抽籤後，被迫當「力圖」排球隊隊長 於第五集因在丙組第一場資格賽，沒有向球證指出敵隊發球出界而自責 於第九集在丙組資格賽暫停期間，責罵張競康及余俊賢 於第十九集畢業，正在找工作；同集因面試成功，不想失去工作而決定退隊 |
| 柳應廷                | 袁啟聰   | 方丈 位置：主攻手 理性擔當 「翔鷹」排球隊梯隊前隊員 擅長令對手觸手出界 於第一集出場 於第二集因父親的訓話及難以找到適合的排球場，曾放棄打排球 於第五集因在丙組第一場資格賽表現欠佳而自責 於第十九集在證券公司當實習生；同集因工作而決定退隊 |
| 王智德                | 溫廷江   | Chris 1 位置：後備接應二傳手 擅長發球 喜歡觀察隊員表現再以小簿記下 於第三集出場 |
| 梁 業                 | 陶志強   | Chris 2 位置：後備二傳手→二傳手 家有一弟、一妹 要面子 於第三集出場 於第十二集因陳逸朗離隊，頂替其成為正選二傳手 於第十三集因不能完成蔣家瑜的挑戰而放棄繼續打排球 於第十九集決定退隊 |
| 李駿傑                | 歐陽偉平 | Chris 3 位置：後備主攻手 說話經常被打斷 於第三集出場 於第十九集成為客貨車司機 |
| 郭嘉駿                | QK       | K K KWOK 位置：主攻手 身高擔當 香港沙灘排球代表隊前隊員 擅長跳飄球 於第十二集出場 於第十九集與張競康、余俊賢加入香港排球代表隊 |

### 其他演員（按出場集數排列）
本劇部分演員在拍攝期間，曾經為前/現役甲一港隊排球員，包括胡卓希，薛廷旭，李爾晨和彭義廣。
| 演員                 | 角色                  | 備註 |
| 杜 港                | 麥樂基                | 麥樂雞【蔣家瑜專稱】 「翔鷹」排球隊之教練 蔣家瑜之後輩 於第一集聲稱因選拔賽期間的表現，決定張競康等人未能躋身「翔鷹」正選排球隊 |
| 胡卓希               | 阿Lo                  | 張競康等人之中學同學 「翔鷹」排球隊隊員 於第一集出場 於第二十集不參與「會長盃」 |
| 彭義廣               | 阿Dee                 | 張競康等人之中學同學 「翔鷹」排球隊隊員 於第一集出場 於第二十集不參與「會長盃」 |
| 羅浩晉               | 翔鷹球員              | 於第一集出場 於第二十集不參與「會長盃」 |
| 吳世坤               | 翔鷹球員              | 於第一集出場 於第二十集不參與「會長盃」 |
| 郭逸康               | 翔鷹球員              | 於第一集出場 於第二十集不參與「會長盃」 |
| 廖錦豪               | 翔鷹球員              | 於第一集出場 於第二十集不參與「會長盃」 |
| 林峻宏               | 翔鷹球員              | 於第一集出場 於第二十集不參與「會長盃」 |
| 謝 進（童年） 李爾晨 | 何晉新                | 余俊賢之繼兄（同母异父） 「翔鷹」排球隊隊長 於第一集出場 童年小新於第十七集出場 於第二十集洞悉魯世義刻意令「力圖」無法參與「會長盃」，聲稱因生病而不參與並杯葛「會長盃」 |
| 余世騰               | 瑜 父                 | 蔣家瑜之父親 於第一集出場 |
| 黃翠儀               | 瑜 母                 | 蔣家瑜之母親 於第一集出場 |
| 伍國明               | Simon                 | 保險從業員 蔣家瑜之前上司 於第一集退休 |
| 鄧思朗               | 保險同事              | 保險從業員 蔣家瑜之同事 於第一集出場 |
| 梁敏儀               | 保險同事              | 保險從業員 蔣家瑜之同事 於第一集出場 |
| 郭 慧                | Ruby                  | 保險從業員 蔣家瑜之新上司 於第一集要求蔣家瑜在限期前簽成新保單，否則解僱她 |
| 高翰文               | 魯世義                | 魯SIR【蔣家瑜、「力圖」排球隊隊員專稱】 全港排球總會主席 蔣家瑜等人之前排球教練 任排球教練時，經常以「一個累全家」（一人出錯，全隊受罰）的方式教授球員，令部分球員患上抑鬱症 於第一集命令蔣家瑜退隊 於第十三集聲稱會處理蔣家瑜之醜聞，實則因為認定她當年暗中向全港排球總會投訴自己虐待球員而置之不理，欲乘機迫她辭去「力圖」教練之職；同集被蔣家瑜威脅 於第十六集觀看朗晴隊對「BOTB」隊的排球比賽，期間因蔣家瑜上場後的表現出色，心生不忿而離場 於第二十集故意令「力圖」排球隊不能準時出席「會長盃」，被揭發後被迫辭任全港排球總會主席 |
| 陳子豐               | Marco                 | 蔣家瑜之男友，後分手 於第二集出場 於第五集由日本回港 於第七集不滿蔣家瑜只顧教排球，更因此在公司同事和父母面前說謊 於第八集應蔣家瑜的邀請，前往訓練營觀賽；同集準備自己一人去英國，為期兩年 |
| 陳銳強               | 方丈父                | 袁啟聰之父親兼中學教師 於第二集在學校，暗示袁啟聰不應繼續打排球，而是為公開考試作好準備 |
| 林偉年               | 校 工                 | 於第二集發現張競康等人，在深夜使用黃金SIR任教的學校之排球場 |
| 何詠堤               | Macy                  | 蔣家瑜之前排球隊隊友 朗晴隊教練 曾在泰國打職業排球賽 於第二集出場 於第十五集邀請蔣家瑜與朗晴隊球員切磋球技 |
| 安 南                | 阿 里                 | 余俊賢之好友 於第二集出場 於第三集欲霸佔張競康等人率先找到的排球場 |
| 華Dee                | 南亞波友              | 余俊賢之好友 於第二集出場 於第三集欲霸佔張競康等人率先找到的排球場 |
| 何夏利               | 南亞波友              | 余俊賢之好友 於第二集出場 於第三集欲霸佔張競康等人率先找到的排球場 |
| Rajab                | 南亞波友              | 余俊賢之好友 於第二集出場 於第三集欲霸佔張競康等人率先找到的排球場 |
| Zain Tariq           | 南亞波友              | 余俊賢之好友 於第二集出場 於第三集欲霸佔張競康等人率先找到的排球場 |
| Hussain Raj          | 南亞波友              | 余俊賢之好友 於第二集出場 於第三集欲霸佔張競康等人率先找到的排球場 |
| 楊昕                 | Ada                   | 蔣家瑜之前排球隊隊友 曾為張競康等人之排球教練 於第三集出場 |
| 張丹蕾               | Joyce                 | 蔣家瑜之前排球隊隊友 於第三集出場 |
| 曾頌珊               | Debbie                | 蔣家瑜之前排球隊隊友 於第三集出場 |
| 莫俊森               | 教練應徵者            | 於第三集出場 |
| 柯嘉俊               | 教練應徵者            | 於第三集出場 |
| 湯袖歡               | 魚仔婆婆              | 於第三集出場 |
| 陳瑞輝               | Frankie               | 蔣家瑜之師弟 於第四集出場 |
| 伍 菲                | 神女友                | 楊洋之女友 於第五集出場 |
| 張熙文               | 月巴隊長              | 於第五集在丙組第一場資格賽對戰「力圖」排球隊 |
| 黎卓成               | 月巴球員              | 於第五集在丙組第一場資格賽對戰「力圖」排球隊 |
| 盧偉文               | 月巴球員              | 於第五集在丙組第一場資格賽對戰「力圖」排球隊 |
| 許培道               | 月巴球員              | 於第五集在丙組第一場資格賽對戰「力圖」排球隊 |
| 何浩權               | 月巴球員              | 於第五集在丙組第一場資格賽對戰「力圖」排球隊 |
| 梁志強               | 月巴球員              | 於第五集在丙組第一場資格賽對戰「力圖」排球隊 |
| 黃展雄               | 月巴球員              | 於第五集在丙組第一場資格賽對戰「力圖」排球隊 |
| 謝思豪               | 月巴球員              | 於第五集在丙組第一場資格賽對戰「力圖」排球隊 |
| 大 宇                | 月巴球員              | 於第五集在丙組第一場資格賽對戰「力圖」排球隊 |
| Marco                | 月巴球員              | 於第五集在丙組第一場資格賽對戰「力圖」排球隊 |
| 錢耀榮               | 叉燒佬                | 於第五集出場 |
| 陳力而               | 主裁判                | 於第五集出場 |
| 梁加偉               | 大隻佬                | 於第五集出場 |
| 陸駿裕               | 大隻佬                | 於第五集出場 |
| 李綺呈               | 神女友朋友            | 於第五集出場 |
| 鄭婉儀               | 神女友朋友            | 於第五集出場 |
| 江頌怡               | 神女友朋友            | 於第五集出場 |
| 黃卡蓮               | 神女友朋友            | 於第五集出場 |
| 沈殷怡               | 蟲蟲                  | 阿蟲 咖啡店兼職員工 余俊賢之大學同學及前暗戀對象 張競安之好友 何晉新之粉絲 於第六集為參與馬拉松排球賽的何晉新打氣 |
| 鍾柏豪               | Tony                  | 於第六集被蔣家瑜詢問可否借出健身室，供「力圖」排球隊隊員訓練體能 |
| 馮景聰               | Marco同事             | 於第六集出場 |
| 李傑樺               | Marco同事             | 於第六集出場 |
| 馬錫中               | Marco父               | 於第七集出場 |
| 葉淑儀               | Marco母               | 於第七集出場 |
| 李文星               | 阿 杉                 | 於第八集出場 |
| 林家熙               | Circle                | 於第八集出場 |
| 李浩文               | 飛亞球員              | 於第八集出場 |
| 鍾栢濂               | 飛亞球員              | 於第八集出場 |
| 劉志豪               | 飛亞球員              | 於第八集出場 |
| 梁志鵬               | 飛亞球員              | 於第八集出場 |
| 陳郁憲               | 飛亞教練              | 於第八集出場 |
| 陳智彥               | 邊城球員              | 於第九集出場 |
| 張浩賢               | 邊城球員              | 於第九集出場 |
| 李天恒               | 邊城球員              | 於第九集出場 |
| 陳浚軒               | 邊城球員              | 於第九集出場 |
| 尹星達               | 邊城球員              | 於第九集出場 |
| 鐘顏俊               | 邊城球員              | 於第九集出場 |
| 蘇家樂               | 譚見旭                | 旭SIR【蔣家瑜、煌隊隊員專稱】 「煌隊」排球隊之教練 蔣家瑜之前輩 於第十集出場 |
| 薛廷旭               | 王偉立（阿立）        | 於第十集出場 |
| 謝志豪               | Don                   | 於第十集出場 |
| 梁志華               | 主裁判                | 於第十集出場 |
| 譚殷立               | 小煌球員 （煌隊球員） | 於第二十集不參與「會長盃」；同集與「力圖」在臨時舉辦的「家瑜盃」對戰 |
| 黃浚傑               | 小煌球員 （煌隊球員） | 於第二十集不參與「會長盃」；同集與「力圖」在臨時舉辦的「家瑜盃」對戰 |
| 陳智彥               | 小煌球員 （煌隊球員） | 於第二十集不參與「會長盃」；同集與「力圖」在臨時舉辦的「家瑜盃」對戰 |
| 楊振威               | 小煌球員 （煌隊球員） | 於第二十集不參與「會長盃」；同集與「力圖」在臨時舉辦的「家瑜盃」對戰 |
| 陳旭昇               | 小煌球員 （煌隊球員） | 於第二十集不參與「會長盃」；同集與「力圖」在臨時舉辦的「家瑜盃」對戰 |
| 洪家達               | 小煌球員 （煌隊球員） | 於第二十集不參與「會長盃」；同集與「力圖」在臨時舉辦的「家瑜盃」對戰 |
| 虞浩賢               | 小煌球員 （煌隊球員） | 於第二十集不參與「會長盃」；同集與「力圖」在臨時舉辦的「家瑜盃」對戰 |
| 邱浩輝               | 小煌旗手              | 於第十一集出場 |
| 何啟華               | 會長盃司儀            | 於第十二集出場 |
| 吳保錡               | 記 者                 | 於第十三集製作假影片，並把該影片上傳至網絡，以誣衊蔣家瑜 |
| 焦泊淇               | Chris 2弟             | 於第十三集誤以為陶志強是「力圖」排球隊隊長 |
| 焦子                 | Chris 2妹             | 於第十三集誤以為陶志強是「力圖」排球隊隊長 |
| 周開盛               | 排總執委              | 於第十三集出場 |
| 黃芷蘭               | 排總秘書              | 於第十三集出場 |
| 沈洛嘉               | 港隊女子球員          | 於第十三集出場 |
| 麥穎恩               | 港隊女子球員          | 於第十三集出場 |
| 馮碧琛               | 港隊女子球員          | 於第十三集出場 |
| 陳凱瑤               | 港隊女子球員          | 於第十三集出場 |
| 嚴泳妮               | 港隊女子球員          | 於第十三集出場 |
| 孫綺彤               | 港隊女子球員          | 於第十三集出場 |
| 李鑑倍               | 翔鷹球員              | 於第十四集出場 |
| 郭君豪               | 翔鷹球員              | 於第十四集出場 |
| 伍詠詩               | Moon                  | 「朗晴」排球隊隊員 兒時偶像為蔣家瑜 於第十五集出場 |
| 楊偲泳               | Choco                 | 「朗晴」排球隊隊長 於第十五集出場 |
| 倪伊羚               | 朗晴球員              | 於第十五集出場 |
| 莫梁樑               | 朗晴球員              | 於第十五集出場 |
| 黃慧賢               | 朗晴球員              | 於第十五集出場 |
| 徐鎧恩               | 朗晴球員              | 於第十五集出場 |
| 林泳文               | 朗晴球員              | 於第十五集出場 |
| 馬嘉璐               | 朗晴球員              | 於第十五集出場 |
| 梁型貽               | 朗晴球員              | 於第十五集出場 |
| 黃芷柔               | 朗晴球員              | 於第十五集出場 |
| 楊惠琳               | BTOB球員              | 於第十六集出場 |
| 張芷俞               | BTOB球員              | 於第十六集出場 |
| 林嘉祈               | BTOB球員              | 於第十六集出場 |
| 張諾妍               | BTOB球員              | 於第十六集出場 |
| 姜 濤                | 姜 B                  | 「翔鷹」排球隊之前粉絲 於第十七集出場 於第十八集目睹「力圖」排球隊之勝利並非僥倖，決定支持「力圖」排球隊 |
| 魏綺珊               | 魚 母                 | 余俊賢之親母 何晉新之繼母 於第十七集出場 |
| 劉宏耀               | 翔鷹球員              | 於第十七集出場 |
| 陳美婷               | 朗晴球員              | 於第十七集出場 |
| 黃興義               | 朗晴球員              | 於第十七集出場 |
| 楊樂文               | 楊樂仁                | 球賽評述員 於第十九集出場 |
| 邱士縉               | 邱士威                | 球賽評述員 於第十九集出場 |
| 符芳雄               | 檸老闆                | 於第十九集出場 |
| 葉鳳儀               | 葉鳳儀                | 「力臻」排球隊之前教練 於第二十集出場 |
| 王卓賢               | 王卓賢                | 「力臻」排球隊之前隊長 於第二十集出場 （同時任本劇排球顧問） |
| 江𤒹生               | 健身教練              | 於第二十集出場 |
| 盧慧敏               | 花 花                 | 於第二十集出場 |

## 每集列表
| 集數 | 首播日期 | 標題             | 備註   |
| ---- | -------- | ---------------- | ------ |
| 01   | 11月23日 | 放棄了排球夢     | [ 4 ]  |
| 02   | 11月24日 | 退賽的陰影       | [ 4 ]  |
| 03   | 11月25日 | 球場保衛戰       | [ 4 ]  |
| 04   | 11月26日 | 為丙組賽準備     | [ 4 ]  |
| 05   | 11月27日 | 初次比賽         | [ 4 ]  |
| 06   | 11月30日 | 備戰新一年的聯賽 | [ 5 ]  |
| 07   | 12月1日  | 格格不入         | [ 5 ]  |
| 08   | 12月2日  | 怪招             | [ 5 ]  |
| 09   | 12月3日  | 大展身手         | [ 5 ]  |
| 10   | 12月4日  | 連翻失誤         | [ 5 ]  |
| 11   | 12月7日  | 實力懸殊         | [ 6 ]  |
| 12   | 12月8日  | 轉會             | [ 6 ]  |
| 13   | 12月9日  | 魔鬼教練         | [ 6 ]  |
| 14   | 12月10日 | 權宜之計         | [ 6 ]  |
| 15   | 12月11日 | 迎來了新一頁     | [ 6 ]  |
| 16   | 12月14日 | 找到訓練方法     | 結局篇 |
| 17   | 12月15日 | 假想敵           | 結局篇 |
| 18   | 12月16日 | 重振軍心         | 結局篇 |
| 19   | 12月17日 | 面臨解散的命運   | 結局篇 |
| 20   | 12月18日 | 喪失參賽資格     | 大結局 |

## 拍攝場景
本劇取景主要在新界西和新界北一帶，當中包括天水圍新市鎮。其中Stephy與隊友的練習場地為位於元朗，於1931年創立的廢校“攸潭美學校”。劇組花費近3萬元租下學校近4個月，整部戲有一半時間都在該學校內拍攝。而隊友踩單車出入的位置在上水雙魚河取景。隊友們均在大嶼山梅窩銀礦灣營舍居住。
隊友亦曾經在已經結業的“鴻淘豆品廠”吃豆腐花。而張競康（King）、陳逸朗（Bobby）、凌鋒（阿檸）、袁啟聰 (方丈) 和楊洋（阿神）就讀的中學在新蒲崗天主教伍華中學取景。比賽場地包括九龍城石鼓壟道遊樂場(丙組資格賽)，元朗區體育會賽馬會大樓(乙組資格賽)。

## 歌曲
| 歌曲名稱        | 性質     | 主唱 （原唱）                            | 作曲                      | 填詞   |
| 著地            | 主題曲   | 鄧麗欣                                   | 黃貫中                    | 鄧麗欣 |
| 神隊友          | 插曲     | 盧瀚霆@MIRROR                            | 溫翰文                    | 林若寧 |
| 正式開始        | 插曲     | 陳卓賢@MIRROR                            | Cousin Fung               | 陳詠謙 |
| We Are          | 插曲     | Niklas Edberger, Anders Niska            |                           |        |
| Keep Going      | 背景音樂 |                                          | Lucas Joly, Yannick Louet |        |
| World of Dreams | 插曲     | John Francis Campbell Ross, Andrada Popa |                           |        |

## 海外播放
2021年8月1日，美國獨立廣播電視台KTSF宣布將從該月18日起逢周一至周五播放《男排女將》。

## 獎項

### 觀眾在民間電視大奬2020
由於提名眾多，僅列出入圍最後五強的單位。
| 獎項             | 單位                           | 結果            |
| 民選最佳劇集     | 男排女將                       | 獲獎            |
| 民選最佳劇本     | 男排女將                       | 獲獎            |
| 民選最佳攝影     | 男排女將                       | 獲獎            |
| 民選最佳男主角   | 余俊賢（陳卓賢 飾）            | 提名（得票第2） |
| 民選最佳男主角   | 張競康（顧定軒 飾）            | 提名（得票第3） |
| 民選最佳女主角   | 蔣家瑜（鄧麗欣 飾）            | 獲獎            |
| 民選最佳男配角   | 陳逸朗（盧瀚霆 飾）            | 獲獎            |
| 民選最佳男配角   | 楊洋（呂爵安 飾）              | 提名（得票第3） |
| 民選最佳男配角   | 黃淦（陳宇琛 飾）              | 提名（得票第5） |
| 民選最佳女配角   | 張競安（余潔滢 飾）            | 獲獎            |
| 民選最佳女配角   | 蟲蟲（沈殷怡 飾）              | 提名（得票第5） |
| 民選最佳戲劇拍檔 | 力圖排球隊                     | 獲獎            |
| 民選最佳戲劇拍檔 | 顧定軒、盧瀚霆                 | 提名（得票第2） |
| 民選最佳戲劇橋段 | 力圖家瑜互相砥礪               | 獲獎            |
| 民選最佳戲劇橋段 | Bobby 唱《神隊友》為力圖隊打氣 | 提名（得票第4） |
| 民選最佳電視歌曲 | 神隊友（力圖隊員主唱）         | 提名（得票第2） |
| 民選最佳電視歌曲 | 正式開始（陳卓賢主唱）         | 提名（得票第3） |
| 民選最佳電視歌曲 | 神隊友（盧瀚霆主唱）           | 提名（得票第4） |
| 民選最佳電視歌曲 | 著地（鄧麗欣主唱）             | 提名（得票第5） |

## 評價
直至2022年2月上旬，此劇在豆瓣網的評分為8.3分，共有573人評價。

## 軼事
- 本劇攝影指導何偉昌於劇集播放前已離世。[12]
- 本劇組成之球隊「力圖」的原型為香港男子排球隊「力臻」，原班人馬其後更重聚拍攝《力圖打排球》。不過到2021年9月18日被香港排球總會現屆董事局解除正式會員資格。球隊在Instagram發表聲明，形容「多支球隊一直默默耕耘，為本地排球努力付出卻得不到丁點資源，究竟資源操控在誰手中？奧運熱潮過去，你還支持運動員嗎？本地運動員面對的不公平，你還會正視嗎？」，並會繼續就事件投訴，要求董事局向球會及公眾交代。[13]
- 本劇女主角鄧麗欣由中學一年級開始打排球，並曾入選香港青年代表隊，擔任主攻手。[14]

## 記事
- 2020年11月19日：劇中主要演員（鄧麗欣、陳宇琛、顧定軒、陳卓賢、盧瀚霆、柳應廷、呂爵安、李駿傑、邱傲然及王智德）及「力臻」排球隊隊員出席在灣仔修頓場館舉行的記者會，並參與排球友誼賽[15]。

## 外部連結
- ViuTV — 男排女將 （页面存档备份，存于） （繁體中文）（粵語）
- MakerVille — 男排女將 （页面存档备份，存于）
- ViuTV — 男排女將：全員特襲 （页面存档备份，存于） （繁體中文）（粵語）
- 豆瓣电影上《男排女將》的資料 （简体中文）

## 電視節目的變遷
| 香港 ViuTV 星期一至五 21:30－22:30                  | 香港 ViuTV 星期一至五 21:30－22:30                    | 香港 ViuTV 星期一至五 21:30－22:30 |
| --------------------------------------------------- | ----------------------------------------------------- | --- |
|                                                     | 男排女將 （2020年11月23日－2020年12月18日）           | |
| 暖男爸爸 （2020年10月26日－2020年11月20日）         | 如實陳述 （2020年12月21日－2021年1月16日）            | |
| 香港 ViuTV 星期六 14:00－16:00                      |                                                       | |
| 暖男爸爸 （第1－4集） （2021年4月24－2021年5月1日） | 男排女將 （第1－4集） （2021年5月8日－2021年5月15日） | Chill Club（重播時段） （2021年5月22日－）（13:30－14:30）飯聚現場 （2021年5月22日－2021年7月24日）（14:30－15:00）Good Night Show 全民星戰 （第31－33集） （2021年5月22日－2021年6月5日）（15:00－15:45）Girls' Talk - Cooking Girls （2021年5月22日－）（15:45－16:00） |

| 美国 KTSF 星期一至五 21:00－22:00 | 美国 KTSF 星期一至五 21:00－22:00         | 美国 KTSF 星期一至五 21:00－22:00 |
| --------------------------------- | ----------------------------------------- | --------------------------------- |
|                                   | 男排女將 （2021年8月18日－2021年9月15日） |                                   |
| 待查                              | 待定                                      |                                   |